# Temi wellsiani

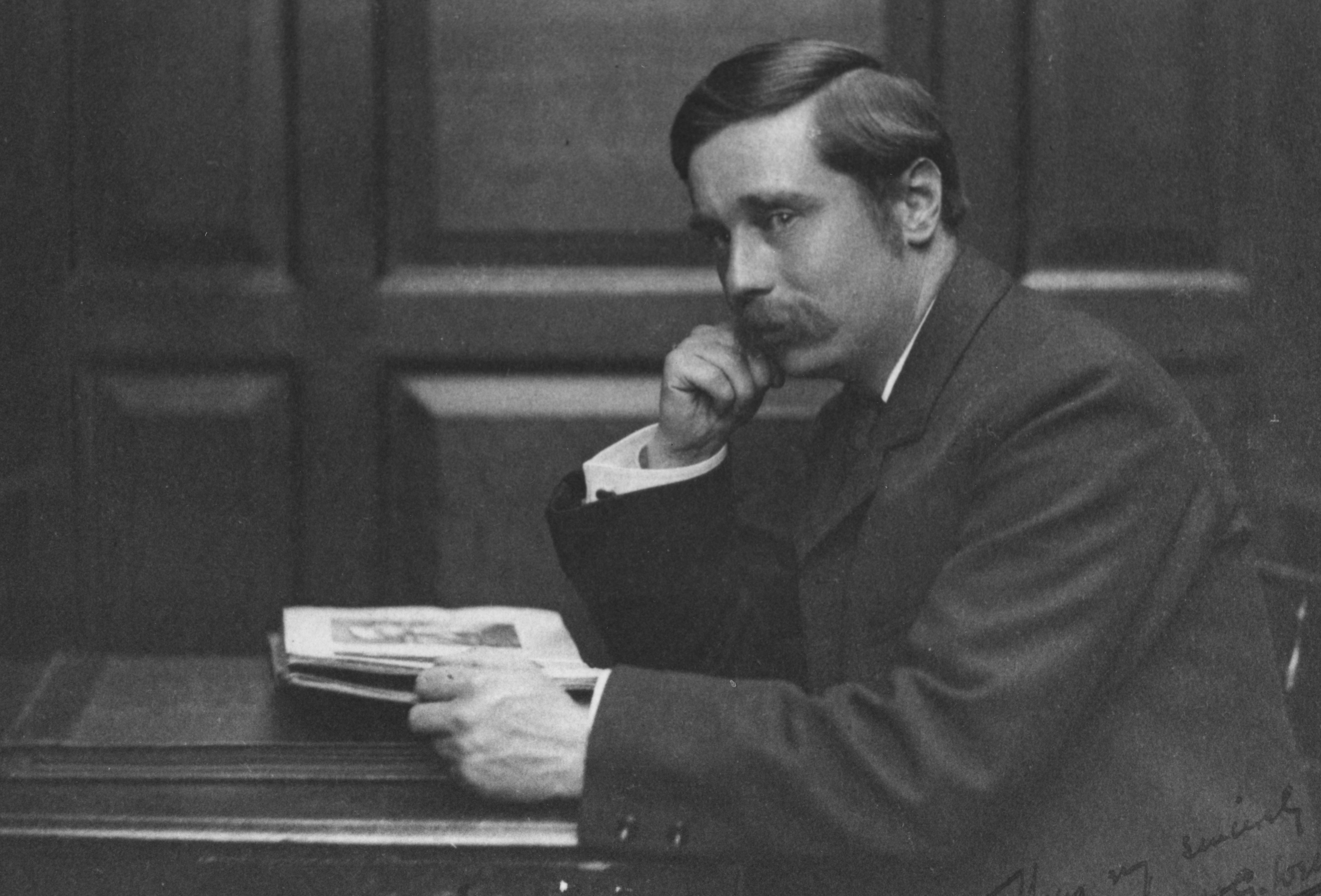
H. G. Wells padre fondatore assieme a Jules Verne del romanzo scientifico in una foto del 1890 ca.

I temi wellsiani sono delle tematiche letterarie che contraddistinguono un particolare genere letterario fantascientifico, creato da Herbert George Wells tra la fine del XIX secolo e la prima metà del XX secolo.
A influire su tutti i racconti e i romanzi dello scrittore vi sono tutte le osservazioni tecniche e scientifiche che rendono ogni storia narrata emozionante e di parziale rilievo scientifico, vista la conoscenza dello scrittore sulla zoologia e sulla biologia.
Alcune tematiche trattate dello scrittore saranno anche una rivelazione in campo letterario, essendo temi o rivisitazioni nuove e affascinanti.
La critica è ormai unanime nel considerare i romanzi di Wells un'importante esperienza narrativa, ponendo lo scrittore, assieme a Jules Verne, come padre fondatore del romanzo scientifico. Tutte le esperienze narrative, cresciute nel corso degli anni e fortemente percepibili nei romanzi e nei racconti del 1895, gettano le basi per la fantascienza contemporanea, attraverso la dinamicità delle tematiche che spaziano dal racconto psicologico, a quello realista in chiave psicologica, tra il sogno e la speculazione ideologica, arrivando alla critica sociale, temi che lo scrittore manterrà per tutta la sua carriera letteraria che caratterizzeranno i racconti e i romanzi wellsiani.

## Temi wellsiani

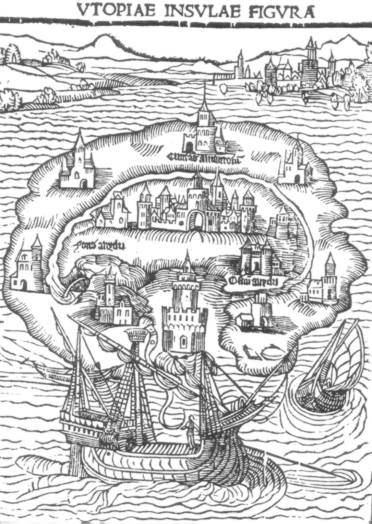
Antica illustrazione dell'isola di Utopia da L'Utopia di Tommaso Moro, pubblicato in latino aulico nel 1516, in cui è descritto il viaggio immaginario in una immaginaria isola-regno, abitata da una società ideale.

Ad influire notevolmente sugli scritti di Wells sono le opere letterarie che ebbe modo di leggere in giovane età, come La Repubblica del filosofo greco Platone, e L'Utopia di Tommaso Moro. L'ideale di uno Stato mondiale accompagnerà Wells per l'intera vita, emergendo nei suoi ultimi scritti, dove ne sarà un franco sostenitore.
Leggere le opere di Wells come semplice letteratura rende i suoi scritti, per la critica letteraria, insoddisfacenti e manchevoli. Di fatto, quando Wells si dedicò alla narrativa scientifica operò su un elemento ispiratore fittizio, pur servendosi di un particolare linguaggio narrativo, il romanzo e il racconto. Il suo intervento permise una trasformazione del raccontare, sicché le sue narrazioni non erano più rapportabili direttamente al reale, ma si riferivano al reale attraverso il virtuale, non seguendo più la norma della veridicità, ma quella della plausibilità.
Il genere letterario di Wells si trova nella ricerca di nuovi mondi, in un campo ricchissimo di nuove ipotesi scientificamente plausibili o con consolidate basi scientifiche, può spaziare nella scienza e in nuovi argomenti dimostrabili, come il tempo e lo spazio, distaccandosi dalle chimere della letteratura tradizionale e addentrandosi in un genere letterario che prima di lui, solo Jules Verne aveva in parte affrontato.
La formulazione di questo nuovo tipo di narrativa fantastica è certamente connessa all'enorme entusiasmo per la scienza, che Wells aveva maturato fin da ragazzo, nonché alla sua straordinaria capacità immaginativa, evidenziando un precoce interesse e un'ottima capacità nell'ideare congetture..
Wells ebbe due occasioni favorevoli nella sua vita che lo misero in grado di conseguire gli ideali di conoscenza scientifica che avrebbero influito sui suoi futuri scritti. La prima occasione avvenne nel 1880: il direttore della scuola di Midhurst, H. Baytt, colpito dalla straordinaria vivacità nel suo ingegno e dall'ampiezza dei suoi interessi culturali, gli offrì un posto per venti sterline l'anno. La realtà dell'allievo-insegnante accompagnerà Wells per molti anni.
La serietà degli studi e il sacrificio che Wells compie durante gli anni trascorsi alla Midhurst Grammar School gli permettono di ottenere nel 1884 una borsa di studio presso la Scuola Normale di Scienze in South Kensington (quella che in seguito diverrà la Royal College of Science fino a diventare parte integrante dell'Imperial College London).
Wells ripose così piena fede nella scienza e i suoi scritti saranno influenzati, nel corso degli anni, dalle relative scoperte scientifiche e dagli avvenimenti a cavallo dei due secoli in cui lo scrittore produrrà le sue opere più famose. Il primo tema che cambiò profondamente le sue convinzioni e le sue credenze nel campo scientifico, le teorie dell'evoluzionismo darwiniano, anche se quello maggiormente percepibile, non fu l'unico. L'abolizione del convenzionalismo e dei tabù sul piano dell'etica e del costume iniziata dalla nuova scienza dell'Io, dalla psicologia sperimentale, consacrata poco tempo dopo da Sigmund Freud e Ivan Pavlov, la diffusione della consapevolezza sociale, che trovava finalmente risposta in movimenti riformistici e rivoluzionari, quali il Fabianesimo e in un secondo momento la Rivoluzione d'ottobre e le continue scoperte scientifiche, sempre più frequenti e vaste, operate da Marconi, dai coniugi Pierre e Marie Curie, da Planck, da Bohr e da Einstein, saranno tutti temi che influenzeranno gli scritti di Wells nel corso degli anni, facendolo maturare sotto l'aspetto letterario.

## Il romanzo scientifico
Gli scrittori britannici, prima di tutto, tendevano a minimizzare il ruolo degli eroi individuali, assumendo una prospettiva evoluzionistica e una visione tetra del futuro, mostrando scarso interesse. Negli scritti di Wells questi temi sono molto marcati.
Si può notare come in molte delle opere l'umanità risulta condannata, a causa di fattori biologici che ci riguardano fin dai più antichi progenitori scimmieschi, o l'evoluzione della specie avvenga in maniera regressiva come nel caso dei Morlocchi de La macchina del tempo. Il protagonista wellsiano appare, diversamente dai romanzi e racconti Ottocenteschi statunitensi, anonimo e spesso impotente di fronte alle forze della natura.
- La narrativa utopica e distopica, contraddistinta da una forte impronta didascalica e intellettualistica.
- Il romanzo che vede come protagonista lo scienziato faustiano, reso celebre da Goethe nel poema drammatico Faust.
- Il romanzo inteso come avventura ed evasione, al di fuori di un preciso schema ideologico o speculativo.[6][7]

### L'evoluzionismo darwiniano
La società tardo-vittoriana era perseguitata dalle implicazioni del darwinismo. Le idee delineate nell'opera L'origine delle specie di Charles Darwin (1859) e L'origine dell'uomo e la selezione sessuale (1871) sono state assimilate negli anni 1880 e 1890, inizialmente dalla comunità scientifica e poi da gran parte dell'opinione pubblica. Per molti, l'equilibrio tra fede e dubbio si era rovesciato in modo preoccupante a favore di quest'ultimo, e le domande sulle origini, la natura e il destino del genere umano erano diventate materia da affrontare per la scienza, piuttosto che per la teologia. Il capitolo finale di L'origine dell'uomo e la selezione sessuale contiene un passaggio in cui Darwin conclude che gli umani sono "discesi da un quadrupede peloso dalla coda" che, attraverso vari stadi intermedi, si è evoluto da "una creatura simile ad anfibio, e questo di nuovo da alcuni animali simili ai pesci". L'evoluzione ha anche sollevato dubbi in un altro senso. Inizialmente appariva logico che l'evoluzione avrebbe sempre portato a miglioramenti fisici e mentali con caratteristiche più deboli e meno utili sradicate nel tempo; tuttavia, fu presto riconosciuto che questo non era necessariamente il caso. L'evoluzione è un processo meccanicistico senza una mano guida o un obiettivo finale e quindi, si è argomentato, in alcune circostanze la degenerazione in forme meno complesse era altrettanto probabile quanto il progresso in quelle più complesse.
Tra il 1884 e il 1885, Wells ha modo di conoscere Thomas Henry Huxley, suo insegnante di biologia.
Huxley era considerato, assieme a Matthew Arnold, la più potente influenza intellettuale di quel periodo in Inghilterra. La sua influenza sul giovane Wells sarà tangibile nei suoi futuri romanzi e racconti, offrendoci i suoi angoscianti pensieri connessi al pericolo dell'uso improprio della scienza, della tecnica e delle macchine. La sua opinione concorde sull'origine della specie di Charles Darwin, opinione rafforzatasi sotto la guida del suo maestro Huxley, estremo sostenitore dell'evoluzionismo darwiniano tanto da essere soprannominato Il mastino di Darwin, e interpretando in chiave romanzesca l'ontogenesi di Ernst Haeckel, teorizzando un'evoluzione mostruosa di una specie esistente in natura, credendo e condividendo le idee sull'evoluzione del noto naturalista, ma non ammettendo che l'uomo e l'animale fossero messi sullo stesso piano.
La teoria di Darwin cambiò negli uomini il modo di vedere se stessi e il mondo che li circondava. Con l'accettazione del fatto che gli umani discendono dagli animali diventava palese che anche l'uomo è un animale. Il mondo naturale assunse una tinta fosca nelle menti dei più, poiché gli animali selvaggi erano immaginati in perenne stato di competizione gli uni contro gli altri. Il mondo fu visto in termini di minore "solidità": siccome molti milioni di anni fa esso era del tutto diverso dall'attuale, fu chiaro a molti che l'impatto dell'uomo sulla Terra non era poi così grande, e che l'uomo stesso avrebbe potuto estinguersi in un futuro. L'interpretazione di Wells della teoria dell'evoluzione delle specie non si limita solo ad un'osservazione della natura, ma applica tale teoria al futuro, contemperandola con dati forniti dalle punte più avanzate della fisica e della matematica, dell'economia e della sociologia, anticipando le tendenze dominanti del nostro secolo.
Nel 1885 pubblica sullo Scienze School Journal The Past and Present of the Human Race, il racconto scritto come esercitazione scolastica che revisionerà e ripubblicherà nel 1893 sul Pall Mall Budget col titolo The Man of the Year Million.
Nel racconto, Wells immagina un momento in cui lontani discendenti del genere umano sarebbero stati dei grandi cervelli che galleggiano in vasche di fluidi nutritivi, dove l'umanità vivrebbe di chimica e raggi solari su un pianeta cui aveva distrutto tutte le altre forme viventi, vegetali e animali. Il raffreddamento del Sole e di conseguenza quello della Terra costringe gli eredi dell'umanità a vivere in gallerie sotterranee collegate alla superficie con dei pozzi di ventilazione.

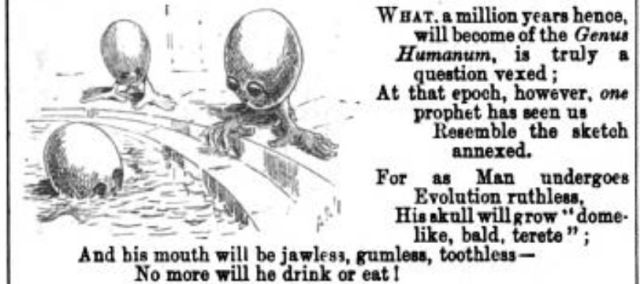
Immagine di G. R. H. tratta dall'articolo The man of a year million, particolare Dinner in the year million

(Avventure di fantascienza, H.G. Wells, Trad. Renato Prinzhofer, Mursia, 1966, Milano)

### Degenerazione
Era idea diffusa nel XIX secolo che la civiltà potesse essere in declino e che le cause del declino stessero nel cambiamento biologico. Queste idee derivano da concetti pre-scientifici di ereditarietà ("contaminazione ereditaria") con l'enfasi creata dal Lamarckismo sullo sviluppo biologico attraverso lo scopo e l'abitudine. I concetti di degenerazione erano spesso associati ad atteggiamenti politici autoritari, incluso il militarismo e la razzismo scientifico, nonché con timori sul possibile declino nazionale. La teoria ha origine in concetti razziali di etnia, registrati negli scritti di scienziati medici come Johann Friedrich Blumenbach e Robert Knox. A partire dalla metà dell'Ottocento, divenne influente in psichiatria attraverso gli scritti di Bénédict Morel e in criminologia con Cesare Lombroso. Si nutrì anche dell'ideologia del nazionalismo etnico, attraendo, tra gli altri, Maurice Barrès, Charles Maurras e l'Action Française. Intorno al 1890, nel lavoro di Max Nordau e altri esponenti della teoria, la degenerazione divenne un concetto più generale nei commenti sociali.

Come da oggetto dell'opera Zoological Regression Wells afferma che non sempre l'evoluzione segue un processo di miglioramento evolutivo, se infatti l'evoluzione si basa su una costante crescita, lo scrittore prende in considerazione la teoria della degenerazione sociale, paragonando l'ascesa evolutiva ad uno schema di alti e bassi con evoluzioni e regressioni costanti.
(Zoological Regression, H. G. Wells, 1891)
Wells prosegue lo scritto affermando che la più nota e forse la più grafica e tipica illustrazione del corso regressivo si trova nel genere delle Tunicata, che costituiscono un gruppo del rango Subphylum, e che comprende, tra una grande varietà di forme, le ascidie, Wells sottolinea come la metamorfosi indurrebbe in errore un osservatore inesperto, che avrebbe potuto inizialmente inserire nel regno minerale o vegetale, confondibili poiché semplicemente grumi informi di una rigida; sostanza cartilaginea semitrasparente, in cui sono incastonati ciottoli, ramoscelli e sporcizia, e solo l'esame più attento di questo esterno poco promettente avrebbe scoperto qualsiasi prova del vivente all'interno.

### Neodarwinismo
Uno dei primi temi che Wells affronta con i primi articoli giornalistici nel 1887 sono l'intuizione di qualcosa che ricorda un incipit sul principio di complementarità, la distinzione tra due punti di vista fondamentali, rivolti ai fenomeni, e in particolare verso la naturale percezione umana.
Il concetto prende forma dalla teoria di August Weismann, uno dei più acuti teorici dell'evoluzionismo e dell'ereditarietà. Accolse con entusiasmo le teorie di Charles Darwin, contribuendo alla loro diffusione e alla loro accettazione in Germania, contribuendo in maniera sostanziale con deduzioni personali, avvicinandosi e successivamente diventando la "guida" del movimento "neodarwinista" che negava in maniera categorica la trasmissibilità dei caratteri acquisiti. Un'evoluzione dettata della selezione, la cui azione avviene sulle variazioni individuali ereditarie, tutte esclusivamente di origine interna. L'azione che l'ambiente esercita sul corpo degli organismi, non si ripercuote sulle cellule riproduttive, annullando gli effetti dell'eredità e di conseguenza dell'evoluzione.

## Viaggi nel tempo
Nel 1888, nel periodo in cui Wells si trasferì a Uppark, per far fronte alla sua cagionevole salute incominciò ad abbozzare degli scritti, che in seguito bruciò perché reputati da lui stesso infantili. La svolta decisiva avvenne quando, dopo quattro mesi di permanenza a Uppark, Wells accettò l'invito dell'amico Burton, trasferendosi per un periodo di tre mesi in Etruria.
In questo periodo Wells cominciò a lavorare su alcune bozze, iniziando così i suoi primi racconti fantascientifici. Nello stesso anno pubblicò sul Science School Journal il racconto The Chronic Argonauts, considerata la sua prima opera di rilevanza fantascientifica, nonché anticipazione di quello che sette anni dopo sarebbe diventato il suo primo successo letterario; l'opera venne pubblicata in tre episodi tra aprile e giugno e rimase incompleta per volontà dello stesso Wells. Nel racconto è presente l'influenza letteraria - a detta dello stesso Wells - di Nathaniel Hawthorne, uno dei più importanti narratori statunitensi dell'Ottocento, i cui scritti vennero letti dallo scrittore nel suo periodo di permanenza a Uppark.
Tale influenza risultò però ridotta: solo l'atmosfera claustrofobica della piccola città gallese e la mentalità ristretta della popolazione nei confronti dello straniero è riconducibile a La lettera scarlatta, mentre il setting e alcuni topoi, come la misteriosa casa colonica in cui si trasferisce il dottor Nebogipfel e attorno alla quale ruota buona parte della vicenda, ricordano La casa dei sette abbaini.
Tali richiami letterari collocano Wells in un filone narrativo di interpretazione simbolica che trova come massimi esponenti proprio Nathaniel Hawthorne, Herman Melville e Henry James, con rappresentazioni sul Modus vivendi, sulla moralità, sul Fantastico e sul Soprannaturale, con i temi evolutisi nel rinascimento americano e nel trascendentalismo.
Anche se il testo wellsiano è saturo di richiami mitologici, l'autore riesce a trasformare l'elemento simbolico in un elemento decisamente funzionale al flusso narrativo , avvicinandosi più ad una prospettiva paradossale, dove il simbolo è soggetto a un maggior numero di interpretazioni portatrici di un certo grado di complessità.
Nella narrazione del racconto, l'autore sfrutta la natura mitologica del viaggio degli argonauti a bordo della loro nave Argo, trasformandola in una narrativa funzionale, dove non solo sottolinea la natura essenziale del viaggio, ma ne giustifica anche l'assoluta necessità, non a caso Wells definisce il Dott. Nebogipfel come depositario di un sapere superiore che gli consente una visione lungimirante e l'abilità artigiana di costruire la macchina.
Wells intreccia alla narrativa del racconto, le tematiche sociali, rendendola appunto funzionale. Tale tematica è riscontrabile nelle future opere wellsiane, ad esempio in uno dei suoi romanzi più famosi, La macchina del tempo. 
H.G.Wells concepì l'idea di "La macchina del tempo" come un'analisi accurata della società britannica di epoca vittoriana.
Si possono notare infatti le condizioni degli Eloi, i discendenti della classe dirigente di età vittoriana, dipinti come creature paradisiache a cui non mancha nulla, che vivono nel loro mondo fittizio di agio e benessere, ma nella realtà accuditi in veri e propri allevamenti, mostrando agli occhi del lettore il decadentismo borghese  e viceversa, i Morlocchi, discendenti degli operai sfruttati della medesima epoca, che vivono ancora nelle viscere della Terra, uscendo la notte per raccogliere gli Eloi migliori da usare per nutrirsi, mostrando il riscatto operaio sulla classe borghese.
Nonostante il riscatto sulla borghesia, Wells sembra voler sottolineare le differenze tra i due schieramenti sociali, come se la classe operaia di fosse riscattata solo in parte. Infatti se da un lato i Morlocchi allevano gli Eloi, e hanno una grande agilità, dall'altra sono mostruosi e vulnerabili alla luce solare, stesso vale per gli Eloi, candidi e delicati ma allo stesso tempo assoggettati dai loro opposti.
Ancora una volta l'evoluzionismo darwiniano si mostra agli occhi del lettore, dividendo le due specie sul piano biologico per cause di vita in differenti ambienti.

### Origine dell'idea
In un saggio del 1880 di Charles Howard Hinton intitolato Che cosa è la quarta dimensione?, l'autore suggerì che i punti che si muovono nello spazio a tre dimensioni potrebbero essere immaginati come intersezioni successive di una statica disposizione quadridimensionale delle linee passanti attraverso un piano tridimensionale, un'idea che ha anticipato le nozioni di linea oraria (world line) e di quarta dimensione assimilabile al tempo presenti nella teoria della relatività di Albert Einstein, nonostante Hinton non se lo sarebbe aspettato e l'articolo fosse soprattutto incentrato sulle possibilità di una quarta dimensione spaziale. Nello scritto Hinton si occupa dell'idea della quarta dimensione come spazio piuttosto che come tempo. L'argomento mostrato geometricamente propone che un'estensione da un quadrato a un cubo sia essenzialmente lo stesso tipo di estensione che da una linea a un quadrato, Wells lavora da queste idee sulla prima pagina di The Macchina del tempo. Nel 1934 Wells scrisse nella sua autobiografia che mentre studiava per diventare uno scienziato, sentì parlare e impose l'idea di una cornice quadridimensionale per una nuova apprensione dei fenomeni fisici, che successivamente diede una cornice per la sua prima fantasia scientifica. Nella prefazione curata da Wells nell'edizione del 1931, Wells afferma che l'idea sviluppatasi nella Macchina del tempo non è mai stata una sua peculiare idea, il che suggerisce che Wells avesse sentito parlare del lavoro di Hinton sul tempo come una dimensione.
Le prime pagine dell'opera di Wells mostrano chiaramente lo stesso modo di pensare di Hinton. Il protagonista spiega la quarta dimensione in termini di geometria, ma questa è sviluppata in modo che la quarta dimensione sia vista come temporale piuttosto che spaziale. Gli effetti sono gli stessi, come afferma Hinton che "un corpo a quattro dimensioni apparirebbe all'improvviso come un corpo completo e finito, e come all'improvviso scomparirà, non lasciando alcuna traccia di se stesso, nello spazio ...".
Hinton in seguito introdusse un sistema di cubi colorati attraverso lo studio del quale era possibile imparare a visualizzare lo spazio quadridimensionale (Casting out the Self, 1904). Il sistema richiedeva molto esercizio, e in seguito qualcuno sostenne che questi cubi avevano portato più persone brillanti alla follia.
I racconti scientifici di Hinton, compreso Che cosa è la quarta dimensione? e Un mondo piatto, furono pubblicati in una serie di nove opuscoli da Swan Sonnenschein & Co., tra il 1884 e il 1886. Nell'introduzione a Un mondo piatto, Hinton si riferì al recente Flatlandia: Racconto fantastico a più dimensioni di Edwin Abbott Abbott, spiegando che aveva un disegno simile ma un'intenzione differente. Secondo Hinton, Abbot usava le storie come un palcoscenico su cui mettere la sua satira e le sue lezioni, mentre Hinton nel suo lavoro diceva di volere soprattutto ragionare sui fatti concreti. Il mondo di Hinton esisteva più sulla superficie di una sfera che sulla superficie di un piano. Strinse ancor più il suo collegamento ad Abbott scrivendo Un episodio su Flatlandia: o come un semplice quadrato scoprì la terza dimensione, del 1907.

### Esplicative
1. ↑  Dal 1876 divulgò la propria teoria antropologica della delinquenza nelle cinque successive edizioni de L'uomo delinquente, che successivamente espanse in un'opera in più volumi. Tra i massimi studiosi di fisiognomica, Lombroso misurò la forma e la dimensione dei cranii di molti briganti uccisi e portati dal Meridione d'Italia in Piemonte, concludendone che i tratti atavici presenti riportavano indietro all'uomo primitivo. In effetti quella che sviluppò fu una nuova pseudoscienza che si occupava di frenologia forense. Egli dedusse che i criminali portavano tratti anti-sociali dalla nascita, per via ereditaria, cosa che oggi si considera del tutto infondata. Da notare che Lombroso aveva sviluppato la teoria dell'atavismo un anno prima della pubblicazione de L'origine delle specie di Darwin (1859).
2. ↑  Da un'iniziale analisi morfologica, i cefalocordati sono stati individuati come i più vicini parenti dei Vertebrati. Con l'avanzare della tecnologia molecolare si è potuto osservare che in realtà la visione morfologica non è ben supportata. Infatti recenti studi dimostrano che il subphylum dei Tunicata è più strettamente imparentato col phylum Vertebrata. Analisi filogenetiche e genomiche supportano l'ipotesi secondo cui il clade che comprende Tunicata e Craniata viene identificato con il nome di Olfactcreature, come sister group dei Cefalocordati, rendendo obsoleta la visione precedente che prevedeva il gruppo degli Eucordati[37]. Il clade Olfactores viene ben supportato anche da recenti analisi genetiche con l'utilizzo di miRNA[38] che rappresentano un sempre più promettente marker filogenetico.

### Bibliografiche
1. 1 2 3   Manuele Bellini, 14, in L'Orrore nelle arti. Prospettive estetiche sull’immaginazione del limite, ScriptaWeb, ISBN 978-88-89543-66-5. URL consultato il 13 febbraio 2013.
2. ↑   Riccardo Valla, Le Origini Della Fantascienza (Prima parte), su carmillaonline.com. URL consultato il 13 febbraio 2013 (archiviato dall'url originale il 22 ottobre 2012).
3. ↑  (EN) John Clute, David Langford e Peter Nicholls (a cura di), Jules Verne, in The Encyclopedia of Science Fiction, IV edizione online, 2021. Ultimo accesso 25 maggio 2012
4. 1 2   Bernard Bergonzi, The early H. G. Wells. A study of the scientiftc romances, Manchester, Manchester University Press, 1961.
5. ↑   Mark R. Hillegas, The Future as Nightmare. H.G. Wells and the Anti-Utopians, New York, Oxford University Press, 1967.
6. 1 2   Gianni Montanari, Ieri, il futuro. Origini e sviluppo della Fantascienza inglese, Milano, Editrice Nord, 1977.
7. 1 2   Carlo Pagetti, Da Wells a Clarke:modelli ideologici e formule narrative (1895-1961), su intercom.publinet.it. URL consultato il 23 gennaio 2013 (archiviato dall'url originale il 4 gennaio 2013).
8. ↑   Science Fiction, in Encarta Online Encyclopedia, Microsoft, 2006. URL consultato il 17 gennaio 2007 (archiviato dall'url originale il 1º novembre 2009).
9. ↑   Utopia - Herbert George Wells, su itsosgadda.it. URL consultato il 13 febbraio 2013 (archiviato dall'url originale il 13 aprile 2013).
10. 1 2 3 4   Fernando Ferrara, Presentazione, in Avventure di fantascienza, 4ª ed., Milano, Mursia, 2011  [1966],  p. 619.
11. 1 2  (EN) James Gunn, The Science of Science Fiction Writing, Scarecrow Press, 31 ottobre 2000,  p. 256, ISBN 978-1-57886-011-1.
12. 1 2  (EN) James Gunn, Centre for the study of science fiction-The man who invented tomorrow, su sfcenter.ku.edu. URL consultato il 2 luglio 2012 (archiviato dall'url originale il 5 agosto 2012).
13. ↑   Goffrey H. Wells, The Works of H. G. Wells, Londra, Routledge, 1925,  XVI, ISBN 0-86012-096-1.
14. ↑  (EN) David C. Smith, H.G. Wells: Desperately mortal. A biography., University Press, New Haven and London, 1986, ISBN 0-300-03672-8.
15. ↑  (EN) John Partington, H.G. Wells’s Eugenic Thinking 1892-1944, su academia.edu. URL consultato il 23 febbraio 2013.
16. ↑   L'Ottocento: biologia. La teoria dell'evoluzione di Darwin, su treccani.it. URL consultato l'8 maggio 2019.
17. ↑  (EN) Peter J. Bowler, Evolution: The History of an Idea, University of California Press, 2003, ISBN 0-520-23693-9.
18. ↑  (EN) John Dewey, The Influence of Darwinism on Philosophy, in Great Essays in Science, Prometheus Books, 1994, ISBN 0-87975-853-8.
19. ↑  (EN) Edward Larson, Evolution: The Remarkable History of a Scientific Theory, New York, Modern Library, 2004, ISBN 0-8129-6849-2.
20. 1 2  (EN) p.44 Paul A. Erickson e Liam D. Murphy, General Summary and Conclusion The Descent of Man, in Readings for a History of Anthropological Theory, Fifth Edition, University of Toronto Press, 19 ottobre 2016. URL consultato l'8 maggio 2019.
21. ↑  (EN) The Descent of Man Page 391, su charles-darwin.classic-literature.co.uk. URL consultato l'8 maggio 2019.
22. ↑  (EN) Robert Knox, The Races of Men: A Fragment, Londra, Renshaw, 1850.
23. 1 2  (EN) Daniel Pick, Faces of Degeneration: A European Disorder, c.1848 - c.1918, Cambridge University Press., 1989.
24. 1 2  (EN) Ian Dowbiggi, Degeneration and hereditarianism in French mental medicine 1840-1890: psychiatric theory as ideological adaptation, in The Anatomy of Madness, 1 People and Ideas, Londra & New York, Tavistock Publications, 1990,  pp. 188-232.
25. 1 2  (EN) Ann Mozley, Australian Dictionary of Biography - Thomas Henry Huxley (1825-1895), su adb.anu.edu.au. URL consultato il 14 febbraio 2013.
26. ↑   Herbert George Wells, su anisn.it. URL consultato il 25 novembre 2012.
27. ↑  (EN) Robert M. Philmus, David Y. Hughes, H.G. Wells: Early Writings in Science and Science Fiction, Berkeley, Los Angeles, and London: University of California Press, 1975, ISBN 978-0-520-02679-7.
28. ↑  (EN) W. Warren Wagar, The universe rigid and unique, in H. G. Wells: Traversing Time, Middletown, Wesleyan University Press, 2004,  pp. 24-25, ISBN 978-0-8195-6725-3. URL consultato il 3 aprile 2017.
29. 1 2   H.G. Wells, Avventure di fantascienza - Il bacillo rubato, a cura di Renato Prinzhofer, 4ª ed., Milano, Mursia, 2011  [1966],  p. 619.
30. ↑  (EN) Arthur Herman, The Idea of Decline in Western History, New York, London, The Free Press, 1997.
31. ↑  (EN) Janet Oppenheim, 8 - Nervous Degeneration, in Shattered Nerves: Doctors, Patients and Depression in Victorian England, New York, Oxford, 1999,  pp. 265-292.
32. ↑  (EN) Marvin Harris, The rise of anthropological theory: a history of theories of culture, Rowman Altamira, 2001,  p. 84, ISBN 978-0-7591-0133-3. URL consultato l'8 maggio 2019.
33. ↑  (EN) pp. 39–55 Jack Hitt, Mighty White of You: Racial Preferences Color America's Oldest Skulls and Bones, Harper's, luglio 2005.
34. ↑   Richards Evelleen, The "moral anatomy" of Robert Knox: the interplay between biological and social thought in Victorian scientific naturalism, vol. 85, Isis, 1994,  pp. 377-411, JSTOR 235460.
35. ↑  (EN) Paul Turnbull, Week Nine: Psychiatry and Hereditary Degeneration, 1860–1914, su paulturnbull.org. URL consultato l'8 maggio 2019.
36. 1 2  (EN) H. G. Wells e Nicholas Ruddick, The Evolutionary Context Biology, in The Time Machine: An Invention, Broadview Press, 12 febbraio 2001,  pp. 162-167, ISBN 978-1-55111-305-0. URL consultato l'8 maggio 2019.
37. ↑  Delsuc F.,Brinkmann H.,Chourrout D. & Hervé Philippe, 2006 Tunicates and not cephalochordates are the closest living relatives of vertebrates, Nature 439, 965-968 doi:10.1038/nature04336;
38. ↑  Cia Q., Zhang X., Li Z., 2010, MiRNAs as Promising Phylogenetic Markers for Inferring Deep Metazoan Phylogeny and in Support of Olfactores Hypothesis, IEEE International Conference on Bioinformatics and Biomedicine
39. ↑  Early pp. IX-X.
40. 1 2   Giuseppe Montalenti, WEISMANN, August, su treccani.it. URL consultato il 18 maggio 2019.
41. 1 2  (EN) H.G. Wells, Experiment in Autobiography - Discoveries and Conclusions of a Very Ordinary Brain (Since 1866) (PDF), I°ª ed., Londra, Victor Gollancz Ltd, settembre 1934,  p. 840. URL consultato il 22 febbraio 2013.
42. ↑  (EN) Sciencefiction Quality - The Chronic Argonauts by H.G. Wells, su sciencefiction-quality.com. URL consultato il 28 febbraio 2013 (archiviato dall'url originale l'11 marzo 2014).
43. ↑   Maria Teresa Franza, Gli Argonauti del Tempo (PDF), Roma, Aracne Editrice, maggio 2001, ISBN 978-88-548-4125-3. URL consultato il 28 febbraio 2013 (archiviato dall'url originale l'11 marzo 2014).
44. 1 2 3  Gli Argonauti del tempo - Introduzione, p. 10.
45. 1 2 3  Gli Argonauti del tempo - Introduzione, p. 11.
46. ↑  (EN) Charles Howard Hinton, The fourth dimension by Hinton, Charles Howard, 1853-1907, G. Allen & Unwin Ltd, 1912,  pp. 11-13, OCLC 256735699. URL consultato il 10 maggio 2019.
47. ↑  (EN) What is the Fourth Dimension?, su bl.uk. URL consultato il 10 maggio 2019 (archiviato dall'url originale il 16 ottobre 2021).
48. ↑  (EN) David Toomey, Chapter 1, in The New Time Travelers: A Journey to the Frontiers of Physics, W. W. Norton & Company, 14 febbraio 2011,  p. 28. URL consultato il 10 maggio 2019.
«heard about and laid hold of the idea of a four-dimensional frame for a fresh apprehension of physical phenomena, which afterwards»
49. ↑  (EN) Robert M. Philmus, Robert Michael Philmus e David Yerkes Hughes, Introductions - Outline, in H. G. Wells: Early Writings in Science and Science Fiction, University of California Press, 1 gennaio 1975,  p. 5, ISBN 978-0-520-02679-7. URL consultato il 10 maggio 2019.
«Gave me a frame for my first scientific fantasia, The Time Machine»
50. ↑  (EN) The Time Machine Publication, 1931, Random House, su isfdb.org. URL consultato il 10 maggio 2019.
51. ↑  (EN) Nicholas Ruddik, Wells on The Time Machine, in The Time Machine: An Invention, Broadview Press, 12 febbraio 2001,  p. 249. URL consultato il 10 maggio 2019.
«it was never the writer’s own peculiar idea»
52. ↑  (EN) Simon Wells, Old father time, su theguardian.com. URL consultato il 10 maggio 2019.
53. ↑  (EN) Charles Howard Hinton, su higherspace.wordpress.com. URL consultato il 10 maggio 2019.
54. 1 2  (EN) Charles H. Hinton, What Is the Fourth Dimension? By Charles H. Hinton 1884 (PDF), in Scientific Romances, Speculations on the Fourth Dimension, Selected Writings of Charles H. Hinton, vol. 1, Dover Publications, 1884,  pp. 1-22, ISBN 0-486-23916-0. URL consultato il 10 maggio 2019.

### Inglese
- Frederick Wilse Bateson, A Dictionary of the Characters and Scenes in the Novels, Romance and Short (in en), New York, Haskell House Publisher Ltd-Scarce Scholarly Books, 1926, pp. 489.
- Bernard Bergonzi. The early H. G. Wells. A study of the scientiftc romances, Manchester, Manchester University Press, 1961 ISBN 978-0-7190-0126-0[2]
- Mark R. Hillegas. The Future as Nightmare. H.G. Wells and the Anti-Utopians, New York, Oxford University Press, 1967 ISBN 978-0-8093-0676-3
- Josep O.Baylen. W. T. Stead and the Early Career of H. G. Wells, 1895-1911 in Huntington Library Quarterly (in en), University of California Press, novembre 1974
- Reg Carr, Anarchism in France: The Case of Octave Mirbeau, (in en) Manchester University Press, 1977 ISBN 978-0-7190-0668-5
- Gilmour, David. The Long Recessional: The Imperial Life of Rudyard Kipling. New York: Farrar, Straus and Giroux, 2002 (paperback, ISBN 0-374-18702-9); 2003 (paperback, ISBN 0-374-52896-9).
- Michael Coren: The invisible man. The life and liberties of H.G. Wells. Bloomsbury 1993, McArthur, Toronto 2005, ISBN 0-394-22252-0, ISBN 1-55278-532-7.
- John Gosling:   Waging The war of the worlds: a history of the 1938 radio broadcast and resulting panic, including the original script. McFarland, Jefferson, NC/ London 2009, ISBN 978-0-7864-4105-1.
- Mauthner, Martin. German Writers in French Exile, 1933–1940, London: Vallentine and Mitchell, 2007, ISBN 978-0-85303-540-4.
- Michael Sherborne: H. G. Wells: another kind of life. Peter Owen, London u. a. 2010, ISBN 978-0-7206-1351-3.